# Grand-Boucan
Grand-Boucan (em crioulo, Gran Boukan),é uma comuna do Haiti, situada no departamento de Nippes e no arrondissement de Barradères. De acordo com o censo de 2003, sua população total é de 1.689 habitantes.